# Roberto Aguerre
Roberto Aguerre Ravizza (* 1. Juni 1939 in Montevideo) ist ein uruguayischer Bildhauer, Historiker, Architekt und Filmregisseur.

## Leben
Von Hause aus Historiker und Journalist, war Aguerre nach Reisen durch Lateinamerika zu Beginn der 1970er Jahre nach Europa gekommen und lebte jahrelang in Italien und Spanien. Zunächst unterrichtete er in Florenz, Themenschwerpunkte waren die Geschichte Lateinamerikas und Semiotik der Architektur.
Ab 1976 widmete er sich dem Medium Film und seiner künstlerischen Laufbahn. Aguerre gründete die Produktionsgesellschaft Filmstudio 12, mit der er kurze Dokumentarfilme und einen Spielfilm fertigte: In Elogio della pazzia arbeitete er mit Marcel Marceau zusammen. Der Film kam nur beschränkt zur Aufführung. 1993 war er für die RAI als Produzent einer siebenteiligen Reihe zur Kultur Uruguays tätig.
Seit 1980 ist Aguerre in zahlreichen Ausstellungen mit seiner Kunst vertreten; bekannt ist seine Skulptur-Arbeit mit Murano-Glas.

## Ausstellungen und Preise (Auswahl)
- 1980: Triennale Mailand
- 1987: Lowe Award, Buenos Aires
- 1992: Sicilia Oro Award, Taormina
- 2000: Villasenor Museum, Ciudad Real
- 2003: Art Miami, Florida
- 2006: SOFA, Chicago

Quelle:

## Veröffentlichungen
- 1975: Gli Incas, umonini delle altezze, Fratelli Fabbri, 151 S.
- 1990: La virazón, Ediciones Carabela, 152 S.